# ینه بیستروب
ینه بیستروب (دانمارکی: Jane Bidstrup؛ زادهٔ ۲۱ اوت ۱۹۵۵) ورزشکار کرلینگ اهل دانمارک است.